# Pladic
L'île de Pladic, du breton "Plad" en français "Plat", est une petite île du golfe du Morbihan rattachée administrativement à la commune de Saint-Armel.
Elle est située à 450 mètres au sud-ouest de l'île Bailleron.

## Toponymie
Pladic, du breton, « Er Bladig » qui signifie la petite (île) plate,

## Protection
L'île de Pladic fait l'objet d'un arrêté préfectoral de protection de biotope (APPB) qui vise la préservation de biotopes variés, indispensables à la survie d’espèces protégées spécifiques, depuis le 12 janvier 1982.
L'accostage est généralement interdit du 15 avril au 31 août.